# 奎章
奎章（1818年—？），扎鲁特氏（又札魯特氏），字少甫、星垣，号云台，蒙古镶蓝旗人， 道光丁酉科拔贡，甲辰科举人，二十五年乙巳科进士。

## 生平
隶鑲藍旗包衣舒芬管領下。授翰林院检讨，官都统，由少詹事升通政司通政使，署刑部侍郎，同治元年改和阁办事大臣、科布多办事大臣、哈密帮办大臣，礼部左侍郎兼刑部左侍郎，诰授光禄大夫。善画花卉。

## 家族
- 高祖三達色。妻完顏氏。
- 曾祖豐盛阿。妻蕭佳氏。
- 祖父峻錫。妻朱佳氏。
- 父瑞珊，刑部主事。母王佳氏。
- 伯父道光丙戌科进士瑞麟（道光進士），湖南辰州府知府。
- 胞兄奎榮。其子敬勝，妻李氏（父内务府正白旗汉军李祝，胞叔咸豐十年（1860年）庚申恩科进士李祉）。
- 妻哈达赫舍里氏（嘉庆戊辰举人、内务府管领赫舍里氏奎智）、宁古塔氏、郑佳氏。
- 子敬熙。
- 养女扎魯特氏（生父奎榮），原配嫁正红旗汉军、清末外交官楊儒（父道光十六年（1836年）丙申恩科进士杨能格）。